# Team Fortress 2

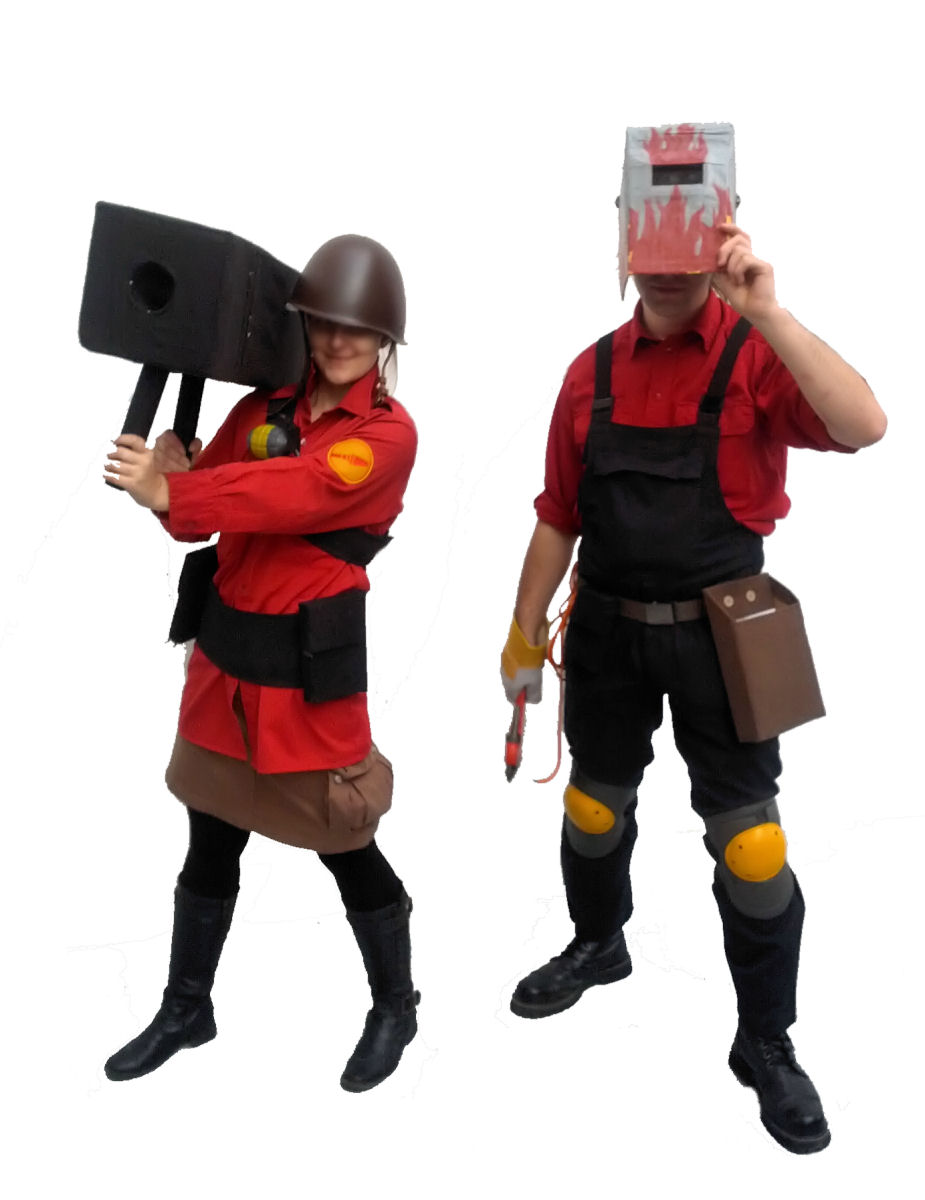
Cosplay van personages uit Team Fortress

Team Fortress 2 is een op team gebaseerd FPS-computerspel voor meerdere spelers ontwikkeld door Valve Software. Het is de opvolger van Team Fortress Classic. Het spel werd voor het eerst uitgebracht in The Orange Box op 10 oktober 2007 (in Europa) voor Windows en Xbox 360. Een versie voor de PlayStation 3 werd in Europa op 14 december 2007 uitgebracht. Het spel werd als los spel verkocht vanaf 11 april 2008. De losse verkoop werd verzorgd door Electronic Arts en het spel was verkrijgbaar via het Steam-platform. Op 24 juni 2011 kondigde Valve aan dat Team Fortress 2 gratis werd. De ontwikkeling was onder leiding van John Cook en Robin Walker die oorspronkelijk de Team Fortress mod ontwikkelden voor Quake in 1996.
In het spel vechten twee teams tegen elkaar en elk team is samengesteld met teamleden uit negen verschillende klassen, waarvan drie aanvallend (Scout, Soldier en Pyro), drie verdedigend (Demoman (ook wel Demolition Man in Team Fortress Classic), Heavy (ook wel Heavy Weapons Guy en Pootis) en Engineer) en drie ondersteunend (Medic, Sniper en Spy).
Het spel werd aangekondigd in 1998 en het zou gebruikmaken van GoldSrc game engine. Sindsdien zijn er verscheidene ontwerpen voor het spel overwogen en uitgewerkt; de uiteindelijke versie heeft een cartoon-thema dat gebaseerd is op het werk van J.C. Leyendecker, Dean Cornwell en Norman Rockwell en het gebruikt de Source engine.
Het spel bevat zogeheten achievements die men kan behalen door een bepaalde actie uit te voeren, zoals het verkrijgen van een aantal kills zonder dood te gaan of het winnen van een map zonder de tegenstander te laten scoren. Andere achievements kunnen op langere termijn verkregen worden, zoals het doden van 1000 tegenspelers of het winnen van 20 rondes. Er zijn algemene achievements en achievements per klasse die alleen behaald kunnen worden als men als die klasse speelt. Voor het behalen van voldoende achievements van een klasse kunnen nieuwe wapens of variaties op bestaande wapens verkregen worden. Niet heel lang geleden werd er een klassieke versie ervan gemaakt dat demonstreerde hoe het eigenlijk uit zou moeten zien. Alleen werd deze versie niet door valve zelf gemaakt.

## Geschiedenis
Team Fortress is origineel gestart als een mod voor Quake. Het team achter Team Fortress is toen overgestapt naar de GoldSrc Engine, nadat ze door Valve Corporation werden aangesproken en uiteindelijk een baan aangeboden kregen. Daardoor werd Team Fortress meer dan een mod, het werd een 'standalone' spel. Om de fans van het originele spel mee te krijgen hebben ze het spel gratis uitgegeven als Team Fortress Classic. Dat spel was dan volledig opgebouwd rond de Software Development Kit van Half-Life. Om de flexibiliteit tegenover de spelindustrie en de spelers ervan te tonen. De opvolger van Team Fortress Classic zou een modern oorlogsspel worden maar uiteindelijk is het een cartoon-achtige shooter geworden die ver van het originele eerste concept lag. Het tweede concept was een sciencefiction Humans Versus Aliens (Mens tegen Alien) spel. Een groep genaamd Team GabeN heeft dit spel opgeknapt en uitgegeven. Dit spel was aanvankelijk alleen tegen betaling te krijgen. Later in 2011 op Dag 4 van de Über Update is het gratis geworden om te downloaden.

## Verhaallijn
Hoewel Team Fortress 2 enkel een multiplayer modus heeft en het spel zelf nauwelijks tot geen verhaallijn toont zijn er wel officiële promotievideo's, strips en posters gemaakt die meer vertellen over het Team Fortress 2 universum en de hoofdpersonen.
Team Fortress 2 draait om 2 bouwbedrijven, Reliable Excevation Demolition (RED) en Builders League United (BLU). Ze zijn in een constante oorlog met elkaar sinds 2 broers, Blutarch en Redmond, beiden een team van huurmoordenaars inschakelden om de ander uit te roeien. Team Fortress 2 speelt zich af in de jaren 70 van de 20e eeuw en maakt gebruik van een sterke retro-futuristische uitstraling. 

## Hoofdpersonen
De Scout is een jonge, arrogante man uit Boston. Hij is gek op honkbal en heeft een ontzettend grote mond. Hij kan harder lopen dan welke andere klasse in Team Fortress 2 dan ook. Hij beweert zelf een echte playboy te zijn die er vele losse relaties op nahoudt. Hij is echter ook onzeker over zijn oppervlakkigheid en vraagt de Spy zelfs om datingadvies. Zijn minst favoriete collega is de Spy die hij een pompeuze snob vindt. 
De Soldier is een Amerikaanse soldaat en patriot die militair decorum hoog in het vaandel heeft staan. Het is overduidelijk dat hij geestelijk niet helemaal in orde is. Zo praat hij tegen afgehakte hoofden alsof ze nog leven en kan hij geobsedeerd raken door triviale objecten zoals brood en emmers. De Soldier gebruikt primair een Raketwerper en is op de Heavy na de traagste huurling, alhoewel het gebruik van Raketsprongen hem met hoge snelheden kan verplaatsen en hem de meest mobiele klasse van het team kan maken.
De Pyro is volledig gehuld in een brandwerend pak. In officiële promotievideo's en in het spel zelf wordt met opzet verwarring gewekt over of de Pyro een man of een vrouw is. Aangezien 'het' nooit zijn masker afdoet is tot op de dag van vandaag onduidelijk welk geslacht de Pyro is. De Pyro gebruikt voornamelijk vlammenwerpers en andere wapens gerelateerd aan vuur. Waarschijnlijk lijdt het aan een ernstige geestelijke stoornis omdat in diens wereld vuur vervangen is door regenbogen, snoep en andere liefelijke objecten. Het denkt dat hij liefde en vrolijkheid verspreidt terwijl het in werkelijkheid anderen vermoordt. De Pyro is erg effectief in het opsporen van Spionnen; ook maar een klein beetje vuur maakt een vermomde Spy zichtbaar.     
De Demoman is een zwarte Schotse man die één oog mist. Dit oog is afgedekt met een ooglapje. Hij praat met een zwaar Schots accent en is constant onder invloed van bier of whiskey. Dit zorgt ervoor dat hij snel kan omslaan van agressief naar depressief en weer terug. Hij heeft een hekel aan vijanden met 2 ogen omdat die hem het gevoel geven dat hij minderwaardig is. Hij beweert zelf een expert te zijn op het gebied van explosieven maar zijn constante dronkenschap zorgt ervoor dat hij het niet zo nauw neemt met regels of veiligheid. 
De Heavy is een grote Russische man die met een zwaar Russisch accent praat. Bovendien maakt hij vaak grammaticale fouten wanneer hij Engels spreekt. Hij is de langzaamste klasse in het spel maar kan ook de meeste schade incasseren van alle klassen. Bij voorkeur gebruikt hij een minigun die hij Russische bijnamen geeft zoals Sasha en Natasha. De Heavy beweert dat hij vaak door anderen wordt gezien als een dommerik. Hij heeft dit echter leren accepteren en laat liever zijn dominantie zien met brute kracht in plaats van intelligentie. 
De Engineer is een ingenieur uit Texas. Hij kan constructies fabriceren die zijn team op meerdere manieren kan helpen. Hij is een begenadigd gitaarspeler en houdt zich over het algemeen vrij rustig. Hij ziet zichzelf als iemand die pragmatisch en intelligent is. Hij ziet een probleem en bouwt er een oplossing voor. Hij is redelijk goed bevriend met de Medic omdat ze beiden relatief intelligent en berekenend zijn.     
De Medic is een dokter uit Duitsland die met een stereotype Duits accent praat. Lang geleden is hij zijn medische licentie verloren maar desondanks voert hij nog steeds operaties uit. Hierbij schuwt hij gevaarlijke experimenten niet. Zijn belangrijkste taak is om de andere teamleden te genezen met behulp van een helend geweer. Hij is gek op duiven en heeft zijn duiven allemaal vernoemd naar bekende wetenschappers en geleerden uit het verleden. 
De Sniper is een in Australische huurmoordenaar die een moeilijke relatie heeft met zijn ouders. Bij voorkeur gebruikt hij een snipergeweer om zijn vijanden van afstand te doden maar hij kan het zijn vijanden ook moeilijk maken met zijn SMG en kukri. Hij ziet zichzelf als een echte professional; beleefd, calculerend en efficiënt. Dit is echter in strijd met zijn levenswijze, de Sniper woont namelijk in een oude caravan en gooit urine naar zijn vijanden.
De Spy is een Franse charmeur die altijd goed gekleed is en zich eloquent kan uiten. Hij kan zichzelf onzichtbaar maken dankzij een speciaal horloge en kan zichzelf vermommen als teammaten of vijanden en zodoende de basis van de vijand infiltreren. Met een enkele messteek in de rug kan de Spy elke klasse onmiddellijk uitschakelen. Hij heeft een relatie met de moeder van de Scout, iets wat de Scout maar moeilijk kan verkroppen. Het is zelfs bekendgemaakt dat hij de biologische vader van de Scout is. De Spy heeft een verfijnde smaak in drankjes, literatuur en muziek.

## Stemmen
| Acteur              | Personage     |
| ------------------- | ------------- |
| Nathan Vetterlein   | Scout         |
| Rick May            | Soldier       |
| Dennis Bateman      | Pyro/Spy      |
| Gary Schwartz       | Demoman/Heavy |
| Grant Goodeve       | Engineer      |
| Robin Atkin Downes  | Medic         |
| John Patrick Lowrie | Sniper        |

## Speltypen
In Team Fortress 2 zijn er twee teams: team rood (RED - Reliable Excavation Demolition) en team blauw (BLU - Builders League United Inc.). In elk van de speltypes van Team Fortress 2 spelen deze teams tegen elkaar met elk hun eigen of soms hetzelfde doel.

### Capture the Flag (CTF)
In Capture the Flag moeten de standaard teams (BLU en RED) als eerste 3 keer de koffer ("The Intelligence") uit de basis het vijandige team stelen en terugbrengen naar hun eigen basis.

### Capture Points (CP)
In dit type spel zijn er één of meerdere punten, die door beide teams ingenomen kunnen worden. Deze punten zien er in Team Fortress uit als ronde metalen platen, en kunnen ingenomen worden door er een paar seconden op te blijven staan. Wanneer een team alle punten in zijn bezit heeft, wint dit team. Gelijkspel treedt op wanneer beide teams er na een bepaalde tijd niet in geslaagd zijn om alle punten in bezit te krijgen. Typisch is het laatste punt meestal dicht bij de basis van de tegenstander.

### Payload (PL)
In dit type spel is het de bedoeling dat team BLU een karretje met daarop een bom (de "cart") naar de basis van team RED duwt, door er in de buurt te staan. Team BLU wint als het karretje de rode basis bereikt. Team RED wint als de tijd op is. Team RED kan voorkomen dat het karretje bij hun basis komt door ervoor te zorgen dat team BLU niet de gelegenheid krijgt om bij het karretje te komen. De kar bevat ook een Level 1 "Dispenser" die team BLU HP (Health Points) en Ammo (kogels, magazijnen enz.) verdeelt.

### Payload-Race (PLR)
Dit type spel lijkt op Payload. Het verschil is, dat beide teams nu een karretje hebben, en deze over twee identieke routes naar elkaars basis moeten rijden. Het team dat hun karretje als eerste bij de basis van het andere team krijgt, wint.

### Arena
In de arena mode heeft men zoals gewoonlijk twee teams RED en BLU. Het is de bedoeling dat men alle spelers van de tegenstander uitschakelt. Als er na ongeveer één minuut spelen nog mensen over zijn in beide team, is het mogelijk om een controlepunt te veroveren om te winnen. Elk team moet drie opeenvolgende keren winnen om één ronde te halen. Hierbij is samenwerken erg belangrijk, omdat deze gamemode spelers niet laat respawnen als ze worden verslagen.

### King of the Hill (KOTH)
In dit speltype zijn de maps klein. Er is maar één controlepunt en het is de bedoeling dat de teams RED en BLU dit punt overnemen. Wie het punt overneemt moet dit proberen te verdedigen tegen mogelijke aanvallen. Elk team heeft een timer, die op drie minuten staat. Zolang een team het controlepunt in bezit heeft, zal de timer terug tikken, en het team waarvan de timer als eerste op 0 staat, wint. Ook hier heeft men een tijdje om het controlepoint terug te winnen, als dit gebeurt, is er een 'overtime'.

### Medieval Mode (M)
In medieval mode (Nederlands: Middeleeuwse modus) moet de speler met melee wapens (bijvoorbeeld zwaard) of middeleeuwse wapens (Zoals een boog) drie controle points overnemen. Zodra men de twee buitenste control points heeft overgenomen, krijgt men een minuut om de laatste controle point over te nemen. Als dit niet lukt moet de speler eerst de twee buitenste weer opnieuw overnemen om weer een kans te krijgen.

### Special Delivery (SD)
In Special delivery moeten de 2 standaard teams (BLU en RED) als eerste de raket laten vertrekken. Dat doen ze door als eerste de raketbrandstof, "the Australium" te bemachtigen en in de raket kop te plaatsen. Maar als de brandstof drager gedood wordt en niemand anders het brandstof oppakt binnen de 30 seconden verplaatst het brandstof terug naar zijn start positie. Let op, eenmaal dat een team het brandstof oppakt, kan het andere team het niet bemachtigen tot het terug naar zijn oorspronkelijke plaats gaat.

### Mann Versus Machine (MvM)
In MvM zit de speler in een team van 6 of meer spelers, en de vijand zijn de door de computer bestuurde machines. Het enige doel van de spelers is om de horde machines tegenhouden voor ze de bom in het hart van de "Mann Co. Factory" tot ontploffing kunnen brengen.  
De vijanden komen in "waves" (een bepaald aantal vijanden per keer) ten aanval.  
Er zijn twee onderdelen in MvM:  
"Mann Up mode" en "Boot Camp". 
Om Mann Up mode te kunnen spelen moet je in de "Mann Co Store" (een online winkel in het startmenu van Team Fortress 2) een ticket kopen, in Mann Up mode zijn er meer opdrachten verkrijgbaar en krijg je op het einde van je ronde speciale en/of zeldzame items. 
Boot Camp is gratis maar bevat minder missies en je ontvangt geen items. 
MvM is uitgebracht op 15 augustus 2012.

## Ontvangst
| Beoordeeld door        | Platform  | Datum             | Score |
| ---------------------- | --------- | ----------------- | ----- |
| Softpedia              | Linux     | 25 juni 2013      | 96%   |
| V2.fi                  | Windows   | 17 oktober 2007   | 93%   |
| Inside Mac Games (IMG) | Macintosh | 27 september 2010 | 92%   |
| CanardPC               | Windows   | 1 oktober 2007    | 90%   |
| UOL Jogos              | Windows   | 26 oktober 2007   | 90%   |
| Pelit                  | Windows   | november 2007     | 89%   |
| Gamigo                 | Windows   | 14 oktober 2007   | 89%   |
| GameSpot               | Windows   | 2 mei 2008        | 85%   |
| Gamekult               | Windows   | 11 oktober 2007   | 80%   |
| Mana Pool              | Windows   | 25 september 2010 | 78%   |

## Trivia
- Het spel is opgenomen in het boek 1001 Video Games You Must Play Before You Die van Tony Mott.